# 佐洛艾尔德德
佐洛艾尔德德，是匈牙利维斯普雷姆州所辖的一个村，总面积17.69平方公里，总人口260，人口密度14.7人/平方公里（2010年1月1日）。